# AVN Awards

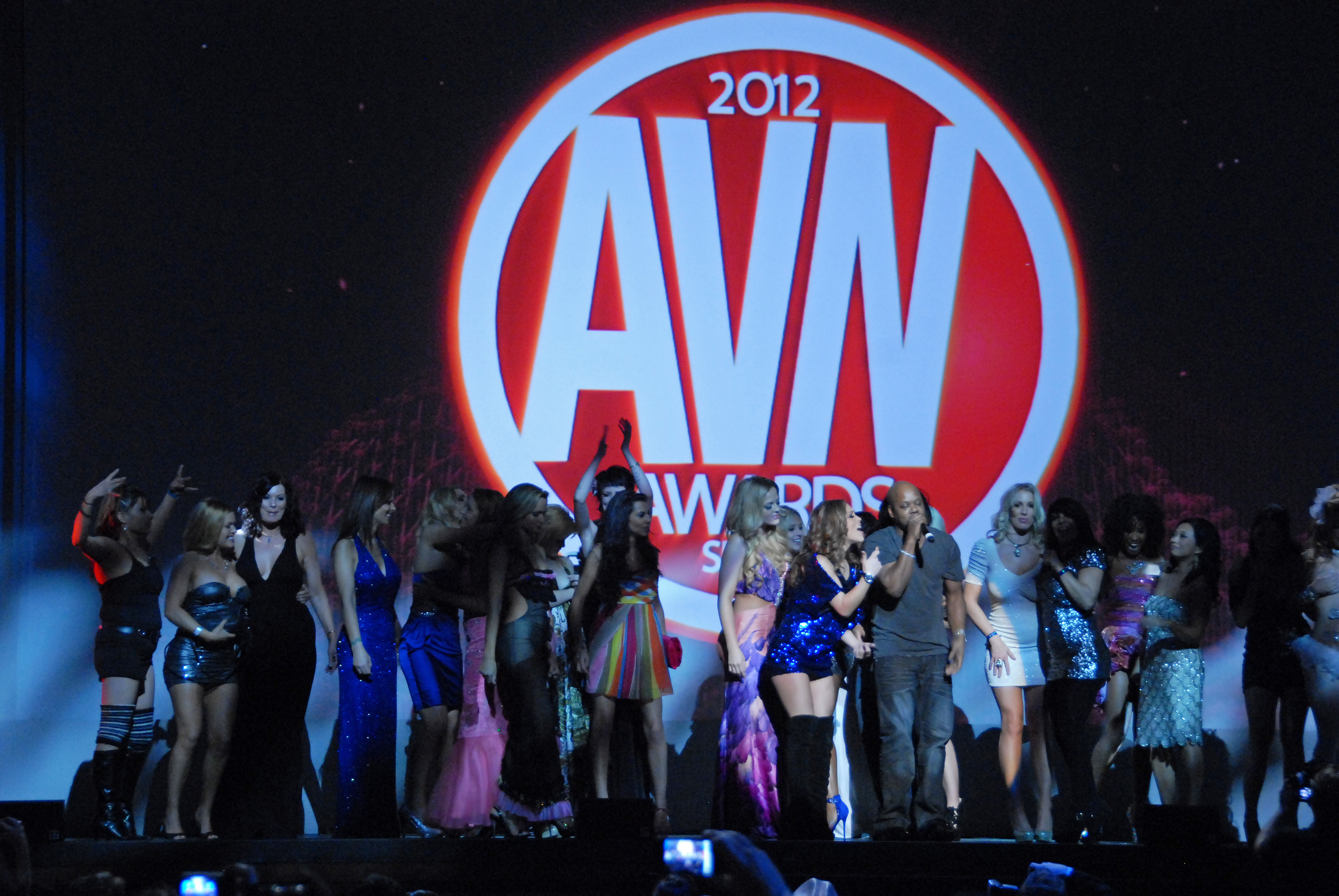
AVN Awards uitreikingsceremonie 2012

De AVN Awards zijn filmprijzen die sinds 1984 jaarlijks worden uitgereikt aan acteurs, actrices, regisseurs en andere filmproducenten in de pornofilmindustrie. De awards worden gesponsord door het vaktijdschrift Adult Video News en de uitreiking gaat door op de laatste avond van de AVN Adult Entertainment Expo in Las Vegas. Er worden tientallen prijzen toegekend waaronder de AVN Best New Starlet Award of de AVN Female Performer of the Year Award.
De uitreikingsceremonie wordt uitgezonden op Showtime sinds 2009, daarvoor op Playboy TV.
Sinds 2012 gaat het event door in het Hard Rock Hotel & Casino. Voorgaande jaren werd het ook meerdere jaren georganiseerd in de zalen van het Palms Casino Resort, in het Mandalay Bay Events Center en The Venetian. De 33ste editie vond plaats op 23 januari 2016.
 Portaal film · Portaal seksualiteit